# Arthur Will

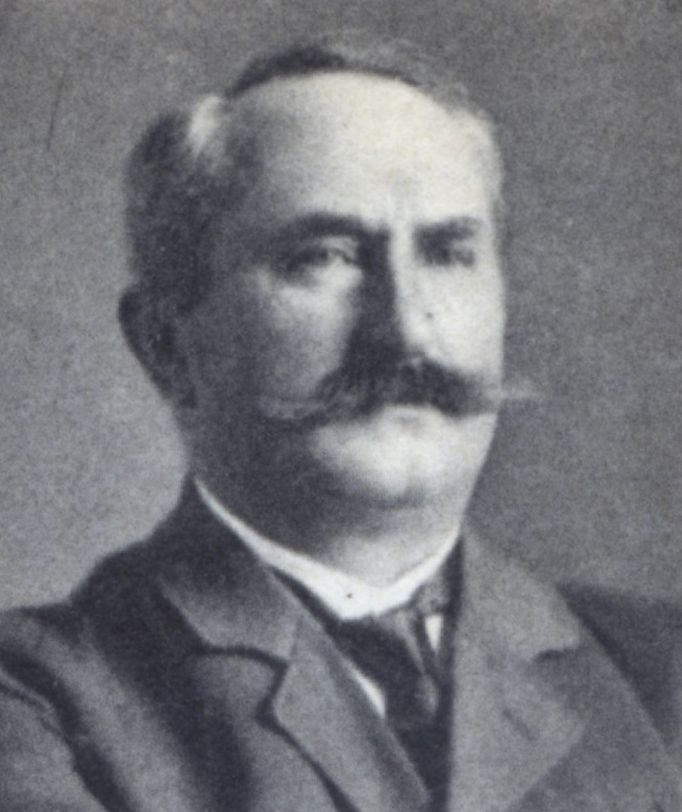
Arthur Will als Reichstagsabgeordneter 1912

Arthur Will (* 11. September 1848 in Trebenow, Kreis Cammin i. Pom.; † 4. Dezember 1912 in Schweslin, Kreis Lauenburg i. Pom.) war ein deutscher Landwirt und Politiker (Deutschkonservative Partei). Er war Mitglied des Preußischen Abgeordnetenhauses und des Deutschen Reichstags.

## Leben
Will besuchte bis zum 14. Lebensjahre die Volksschule und von 1864 bis 1870 das Gymnasium in Treptow. Zwischen 1871 und 1875 studierte er in Berlin Sprachen und Geschichte. Von 1776 bis 1784 wirkte er als Lehrer.
Danach tauschte er auf Anraten des Arztes den Lehrerberuf mit der Landwirtschaft und kaufte sich 1886 einen Bauernhof in Schweslin im Kreis Lauenburg i. Pom. Er diente als Einjähriger beim Pommerschen Feld-Artillerie-Regiment Nr. 2 und nahm mit diesem Regiment am Deutsch-Französischen Krieg teil. Er war Reserveoffizier, Gemeindevorsteher von Schweslin, Amtsvorsteher des Amtsbezirks Schweslin (seit Oktober 1903 bis zu seinem Tod) und Mitglied des Kreistags.
Von 1894 bis 1912 war er Mitglied des Preußischen Abgeordnetenhauses und von 1893 bis 1912 auch Mitglied des Deutschen Reichstags für den Wahlkreis Regierungsbezirk Köslin 1 (Stolp, Lauenburg in Pommern) und die Deutschkonservative Partei.
Bei der Reichstagswahl 1898 kam es zu schwerwiegenden Unregelmäßigkeiten, die die Wahlprüfungskommission des Reichstags bis ins Jahr 1903 beschäftigten. Nach dem ersten Wahlgang konnte Will bei 22.371 gültigen Stimmen 11.016 auf sich vereinen, der liberale Kandidat Karl Eduard Wüstenberg aus Rexin 10.030. Bei der folgenden Stichwahl gewann Will mit einem Vorsprung von 1.184 Stimmen. Sowohl bei der Haupt- als auch bei der Stichwahl wurden „mannigfache Abweichungen vom Wahlreglement“ festgestellt. Der Antragsentwurf der Kommission für weitere Ermittlungen kam im Reichstag aufgrund des Ablaufs der Legislaturperiode nicht mehr zur Abstimmung und blieb damit unerledigt.